# Slottskapellet, Jönköping
Slottskapellet är ett kapell i Jönköping. Kapellet ligger cirka 300 meter väster om Jönköpings centralstation.

## Kyrkobyggnaden
Första kyrkobyggnaden på platsen uppfördes troligen redan i slutet av 1300-talet. Men denna byggnad eldhärjades i slutet av 1500-talet och revs därefter. Ett mindre träkapell uppfördes och stod kvar tills nuvarande kapell byggdes.
Nuvarande kapell uppfördes efter ritningar av dåvarande landshövdingen Erik Dahlbergh och invigdes 1694. Det kallades då Västra kapellet. Det används främst för dop, vigslar och begravningar enligt Svenska kyrkans ordning.
År 1737, när slottskyrkan brann, övergick kapellet från att vara begravningskapell till att bli församlingskyrka.  År 1765 gjordes en tillbyggnad då ett mindre vapenhus tillkom vid den södra ingången. År 1778 uppfördes ett vapenhus vid norra entrén. År 1812 flyttades sakristian till den östra gaveln. År 1832 ersattes kapellets brädpanel och ungefär samtidigt revs de båda vapenhusen.
En omfattande ombyggnad genomfördes 1871 då vapenhusen och sakristian gjordes om och fick sina nuvarande volymer. Vid slutet av 1800-talet ersattes kyrkorummets slutna bänkinredningen med en ny öppen bänkinredning.
En mindre klocka till kapellet göts 1775 av Elias Fries Thoresson i Jönköping. Det tog cirka 40 år innan slottsförsamlingen, senare kallad Jönköpings västra församling 1852, lyckats få ihop medel till den då det varit krig och många var fattiga. Den har latinsk och svensk text med en vers: "Sjuttonhundratrettiosju, Vådeld slottets klockor störde. Från den tiden intill nu, Man blott stadens klockor hörde. Vid kapellet inget ringdes, Folket genom sång hopbringdes. Genom kyrkans lägenhet, Blef jag gjuten och upphängder, Ensam, liten -- som man vet, Knekten är om pengar trängder. --, Vanliga kollekter, gåfvor, Äro alla mina håfvor; Dock jag nekar ej min skuld. För try lispund och sju marker -- Kronan var mig dermed huld --, Af bränd koppar blef jag starker. Sexton daler detta gälde; De det gåfvo, hade välde." 

## Orgel
Den nuvarande orgeln flyttades 1853 till slottskapellet från Kristine kyrka, Jönköping. Endast öververket, tillverkat 1799 av Johan Ewerhardt, Skara, flyttades och det omändrades av Gustaf Andersson, Stockholm. Orgeln är mekanisk och renoverades 1971 av J. Künkels Orgelverkstad, då även delar rekonsturerades.
| Manual         | Pedalverk |
| Gedacht 8'     | Bihängd   |
| Fugara 8'      |           |
| Principal 4'   |           |
| Fleut 4'       |           |
| Kvinta 3'      |           |
| Oktava 2'      |           |
| Scharff 3 chor |           |
| Trumpet 8'     |           |

## Bildgalleri

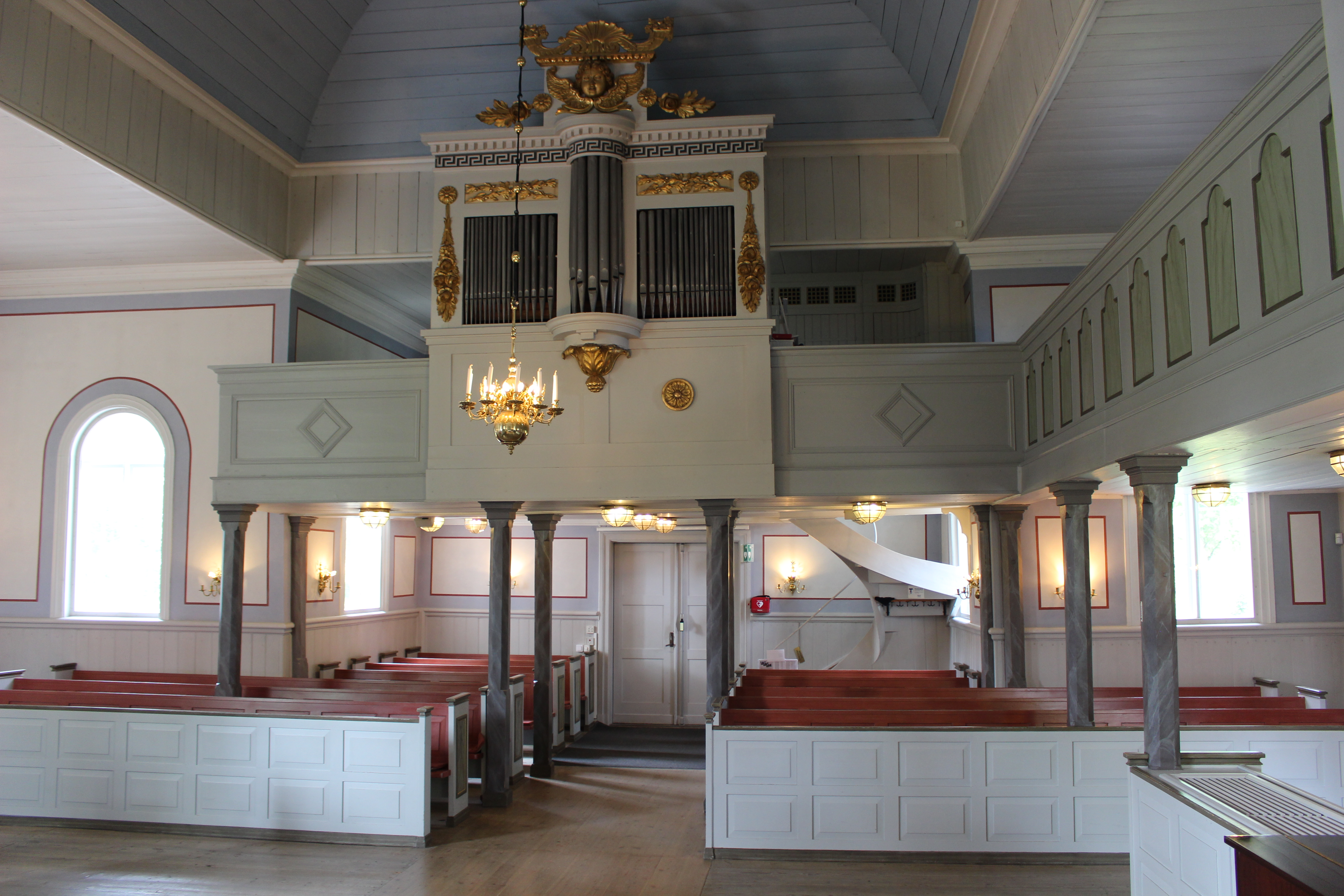
Kyrkorum mot väster
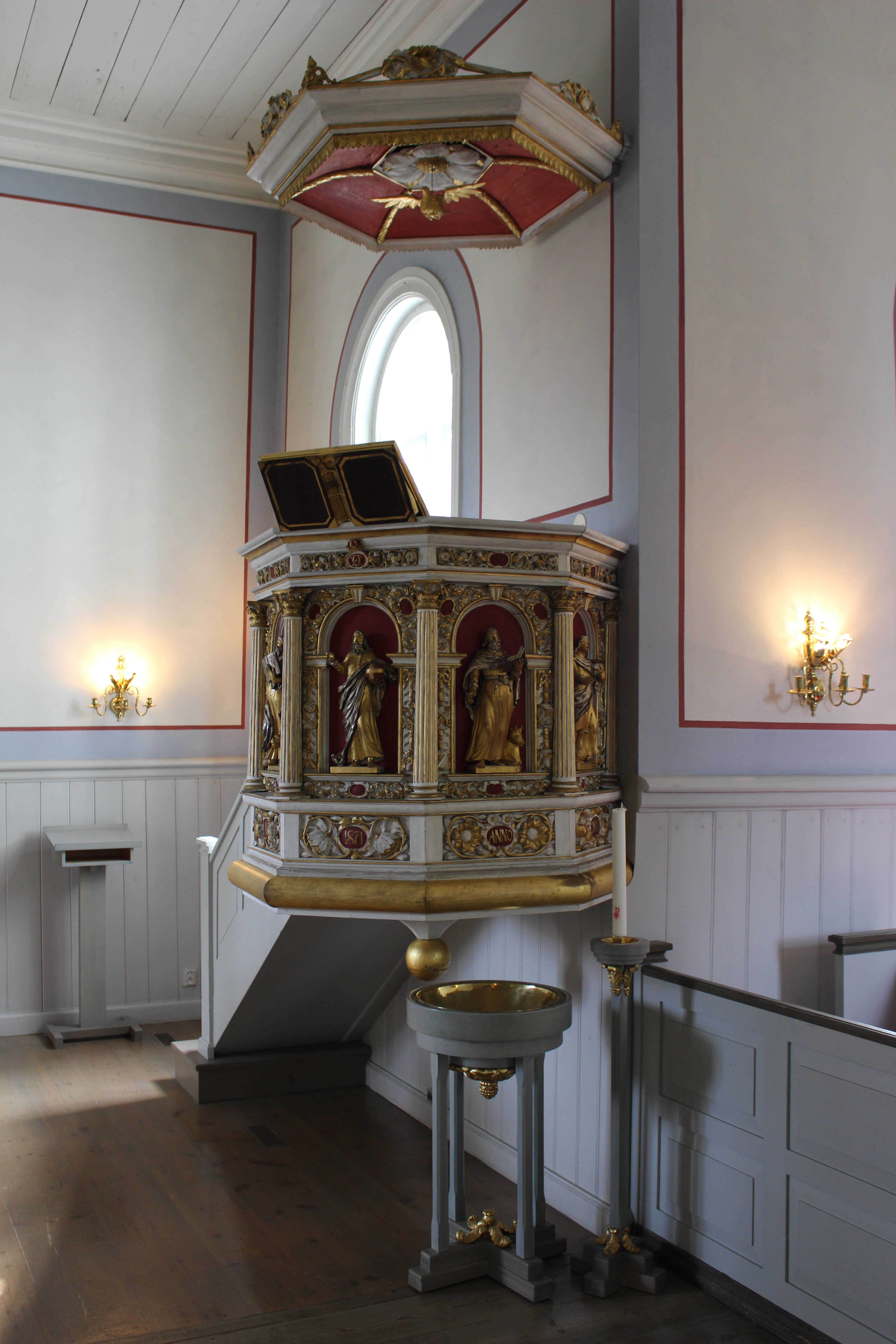
Predikstol
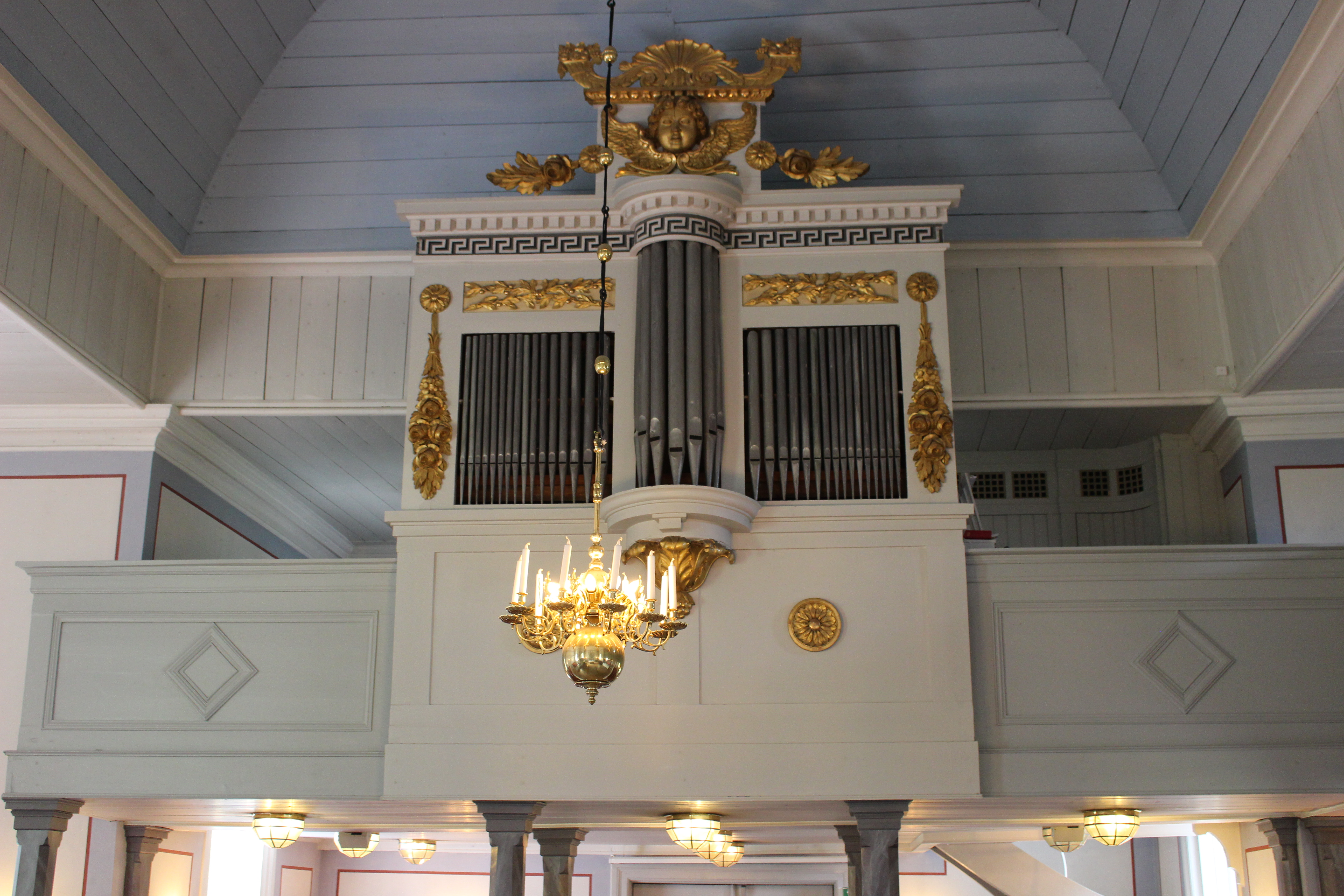
Orgel
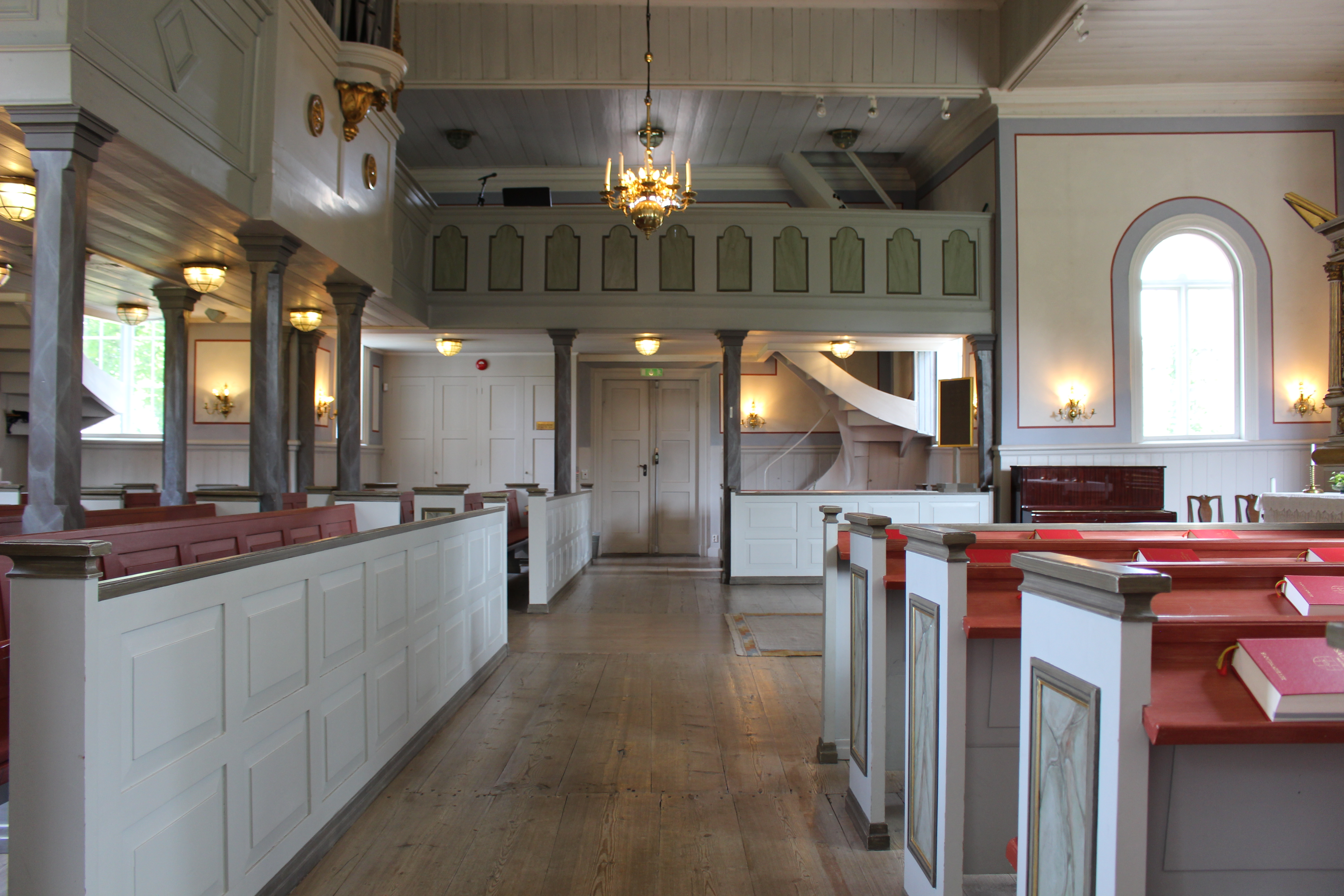
Vy mot norr
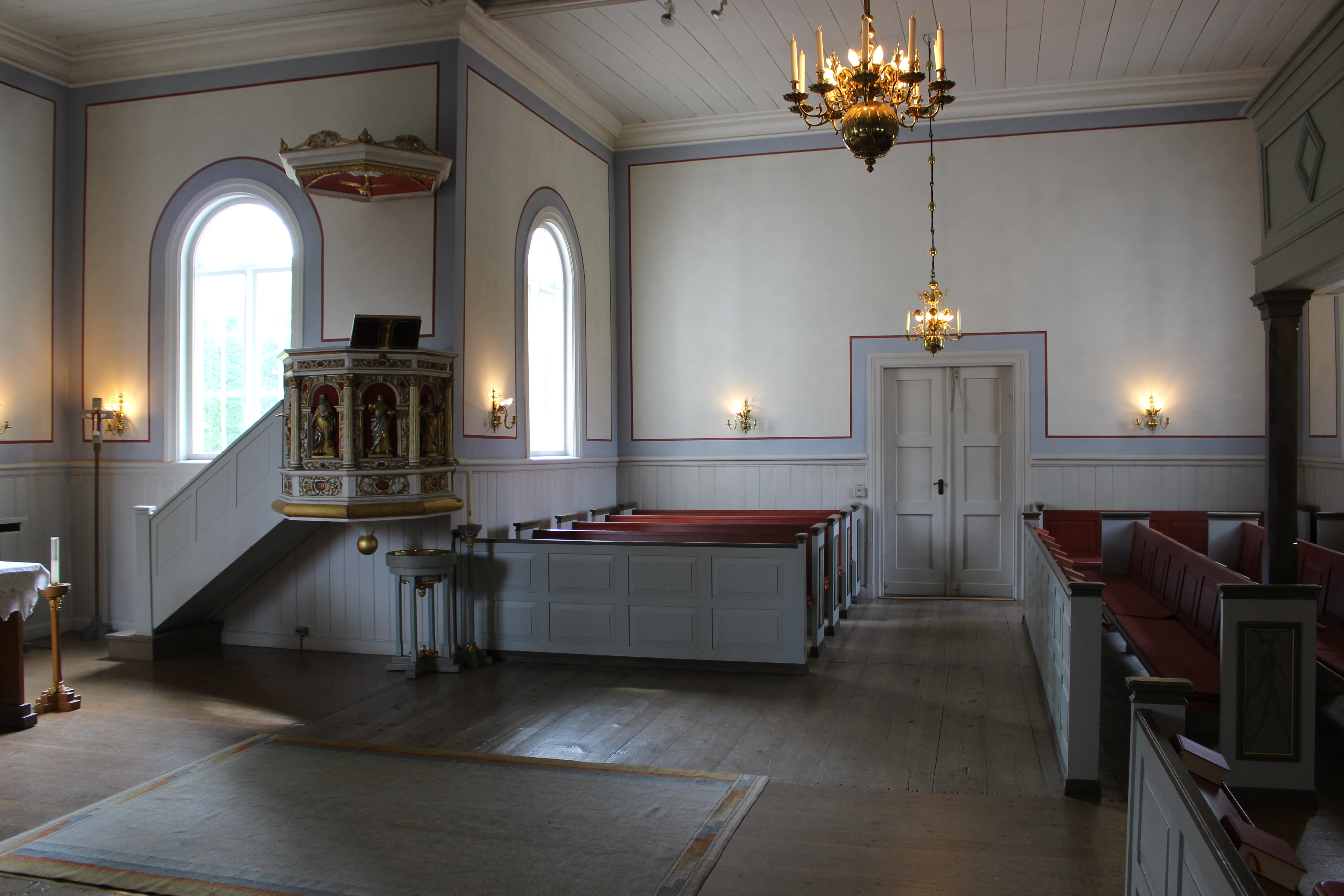
Vy mot söder
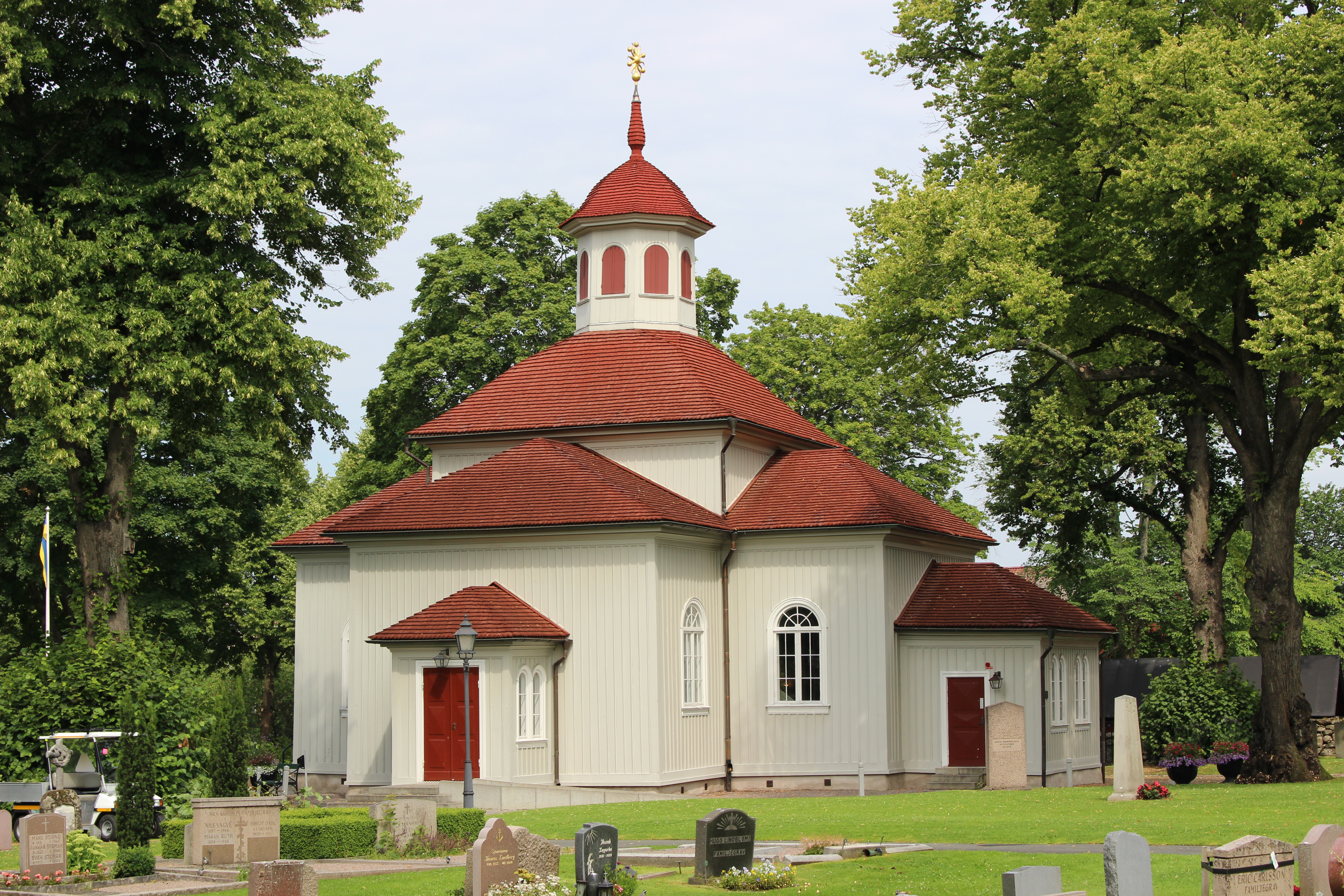
Kapellet från sydost